# Eisweiler
Eisweiler ist ein Ortsteil der Gemeinde Namborn, Landkreis St. Wendel, Saarland und bildet mit dem Ortsteil Pinsweiler den gemeinsamen Gemeindebezirk Eisweiler/Pinsweiler. Bis Ende 1973 war Eisweiler eine eigenständige Gemeinde.

## Geographie
310 m über N.N. Eisweiler besteht aus den getrennten Siedlungsabschnitten Eisweiler, Herrenwald und Allerburg.
Der Allerbach fließt durch Eisweiler.

## Geschichte
Ersterwähnung 1335 als Eynßwilre
Im Rahmen der saarländischen Gebiets- und Verwaltungsreform wurde die bis dahin eigenständige Gemeinde Eisweiler am 1. Januar 1974 der Gemeinde Namborn zugeordnet.
Verwaltungszugehörigkeit nach 1794:

- 1798 bis 1814 – Mairie Walhausen
- 1814 bis 10. Januar 1817 – Bürgermeisterei Walhausen
- 11. Januar 1817 bis 30. September 1823 – Bürgermeisterei Namborn
- 1. Oktober 1823 bis 31. Dezember 1835 – Bürgermeisterei Bliesen
- 1. Januar 1836 bis 22. März 1920 – Bürgermeisterei Oberkirchen
- 23. März 1920 bis 6. Mai 1921 – Bürgermeisterei Oberkirchen-Süd
- 7. Mai 1921 bis 31. Juli 1935 – Bürgermeisterei Namborn
- 1. August 1935 bis 25. Februar 1947 – Amt Namborn
- 26. Februar 1947 bis 31. August 1951 – Verwaltungsbezirk Namborn
- 1. September 1951 bis 30. Juni 1952 – Amt Namborn
- 1. Juli 1952 bis 31. Dezember 1973 – Amt Oberkirchen-Namborn
- 1. Januar 1974 bis heute – Gemeinde Namborn

### Pfarrzugehörigkeit
Eisweiler war zunächst der Pfarrei St. Wendelin in St. Wendel zugeordnet. Am 4. Mai 1792 kam es zur neuen Pfarrei Furschweiler und wurde schließlich am 12. August 1953 zur Pfarrei Namborn umgepfarrt.

## Politik

### Gemeindebezirk
Der Ortsteil Eisweiler (ca. 450 Einwohner) bildet mit dem Ortsteil Pinsweiler den gemeinsamen Gemeindebezirk Eisweiler/Namborn, da die Einwohnerzahl von Pinsweiler nicht die gesetzlich geforderte Mindesteinwohnerzahl von 200 Einwohnern erreicht. Der Ortsrat besteht aus neun Mitgliedern.

Der Ortsrat Eisweiler/Pinsweiler mit neun Sitzen setzt sich nach der Kommunalwahl vom 9. Juni 2024 bei einer Wahlbeteiligung von 67,24 % wie folgt zusammen:
- CDU: 42,22 % = 4 Sitze
- SPD: 17,78 % = 2 Sitze
- WIR: 33,70 % = 3 Sitze
- Freie Liste Namborn: 6,30 % = 0 Sitze

### Ortsvorsteher
- 1974 bis 2009: Erich Schmitt, CDU
- 2009 bis 2014: Günter Ammann, CDU
- 2014 bis ........: Michael Neis, CDU

### Ortswappen
Im Jahre 1987 hat auch der Gemeindebezirk Eisweiler/Pinsweiler ein Ortswappen erhalten.

Beschreibung: „Unter silbernem Schildhaupt, darin ein durchgehendes rotes Kreuz, gespalten: Rechts in Rot ein schwarzgefugter goldener Zinnenturm mit zwei schwarzen Luken, pfahlweise belegt mit einem roten Doppelhaken; links in Gold eine rote heraldische Lilie.“

## Wirtschaft und Infrastruktur

### Einwohnerzahlen
- 1787 = 36 Einwohner – Amt St. Wendel (Kurfürstentum Trier)[6]
- 1819 = 30 Einwohner – Bürgermeisterei Namborn (Fürstentum Lichtenberg/Herzogtum Sachsen-Coburg) – 5 Häuser[7]
- 1843 = 60 Einwohner – Bürgermeisterei Oberkirchen (Rheinprovinz/Königreich Preußen) – 10 Wohnhäuser[8]
- 17. Mai 1939 = 269 Einwohner – Amt Namborn (Saarland) – Volkszählung 1939[9]
- 14. November 1951 = 340 Einwohner – Amt Namborn – Volkszählung 1951
- 6. Juni 1961 = 320 Einwohner – Amt Oberkirchen-Namborn – Volkszählung 1961 - 60 Wohngebäude[10]
- 27. Mai 1970 = 370 Einwohner – Amt Oberkirchen-Namborn – Volkszählung 1970
- 31. Dezember 1973 = 379 Einwohner – Amt Oberkirchen-Namborn – Gebiets- und Verwaltungsreform zum 1. Januar 1974[11]
- 25. Mai 1987 = 381 Einwohner – Gemeinde Namborn – Volkszählung 1987[12]

### Verkehr
Eisweiler wird sowohl von der Bundesstraße 41 als auch von der Nahetalbahn (Saarbrücken – Bingen/Mainz) durchschnitten.

### Zentrum der Gemeinde
- Liebenburghalle
- Einkaufs-Zentrum I
- Einkaufs-Zentrum II
- Seniorenheim

## Kultur und Sehenswürdigkeiten
- Burgruine Liebenburg mit wiederaufgebautem Turm